# Chim nhiệt đới
Chim nhiệt đới (tên khoa học: Phaethon aethereus) là một trong 3 loài chim thuộc họ Chim nhiệt đới.

## Phân bố và môi trường sống
Chim nhiệt đới sống ở các vùng biển nhiệt đới thuộc Đại Tây Dương, Thái Bình Dương và Ấn Độ Dương. Nhóm dưới loài P. a. indicus từng được coi là một loài, phân bố ở Pakistan và tây Ấn Độ. Chúng sinh sản trên các hòn đảo nhiệt đới, mỗi lứa chúng chỉ đẻ một quả trứng trên mặt đất hoặc trên vách đá. Chim nhiệt đới bơi kém, thức ăn của chúng là cá và mực.

## Mô tả
Chim trưởng thành chủ yếu lông màu trắng, dài đến 48 cm.

## Hình ảnh

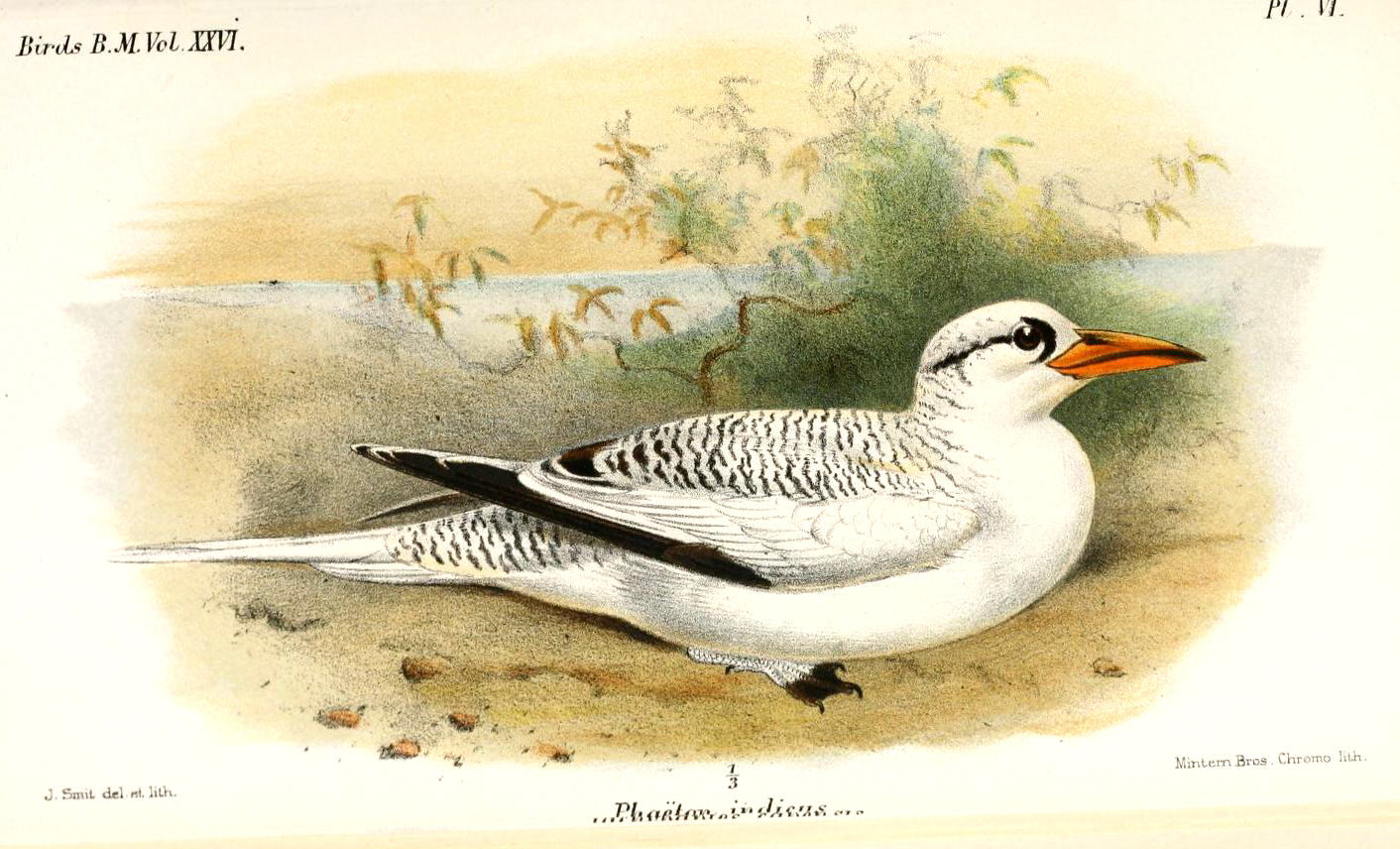
Phân loài P. a. indicus; hình minh họa của Joseph Smit, 1898
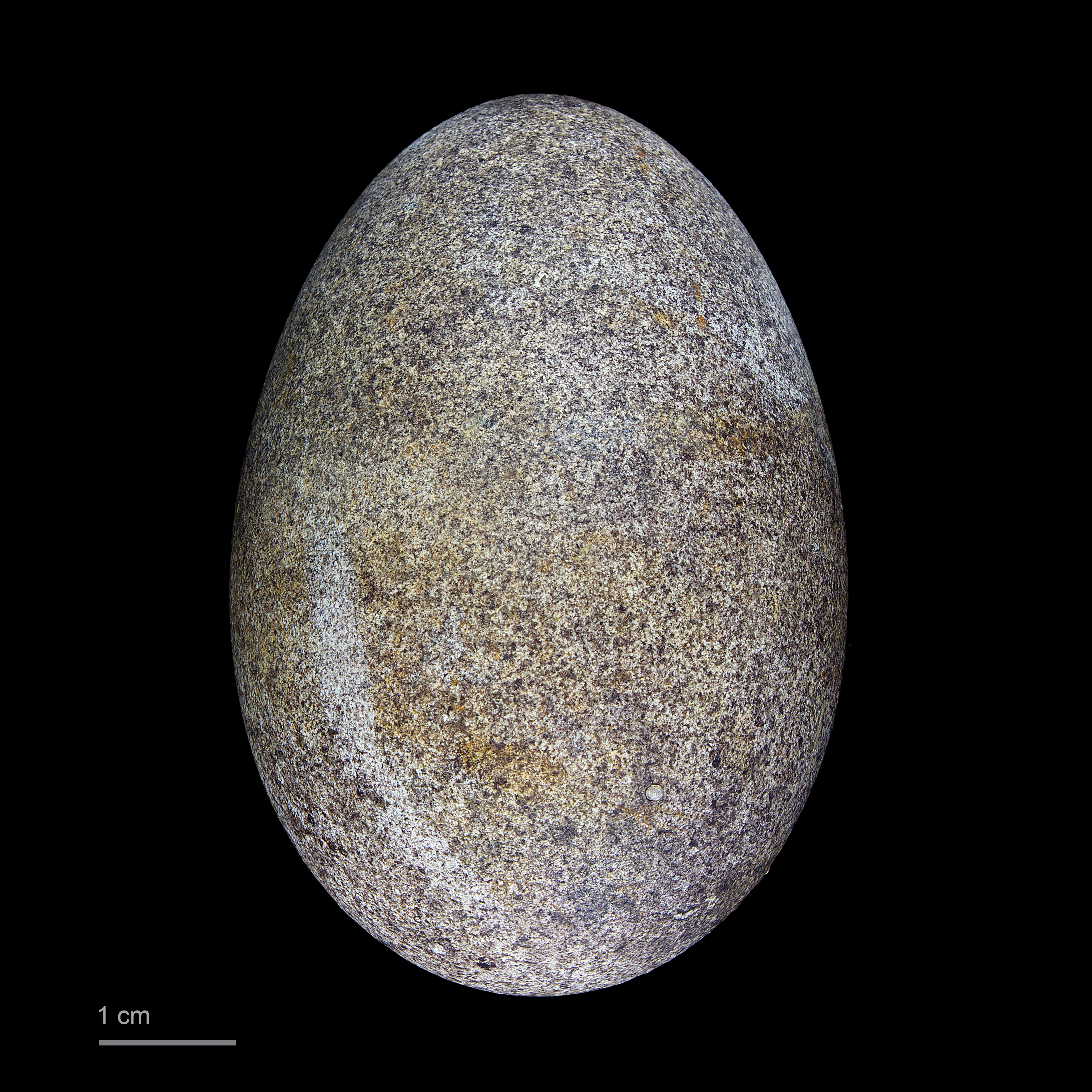
Trứng của Phaethon aethereus.
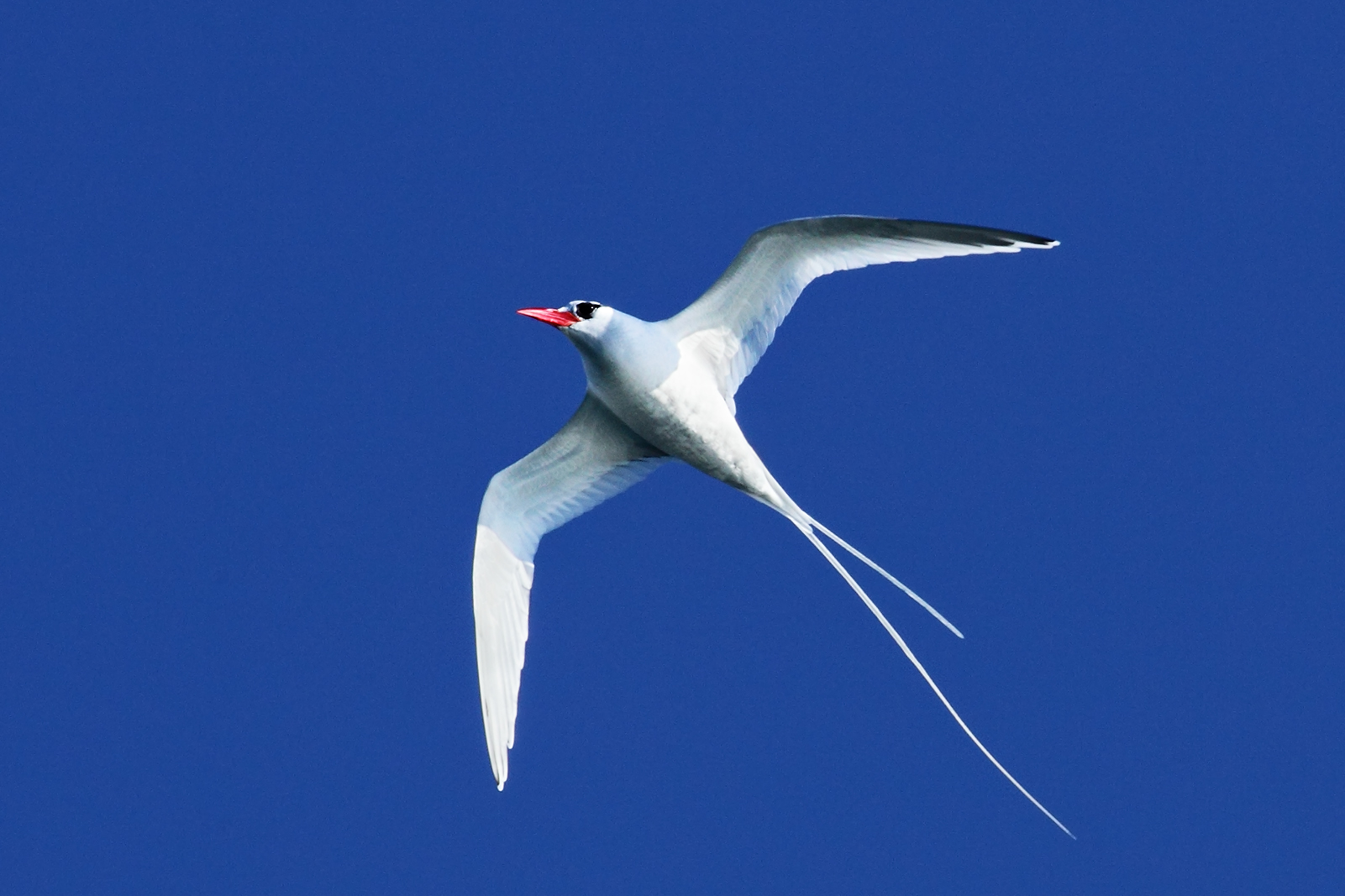
Một con chim nhiệt đới đang lượn trên đảo North Seymour